# シュラヨイ
「シュラヨイ」は、きいやま商店の配信限定シングル。2022年5月18日配信開始。発売元は、Flying High。

## 解説
グループにとって、単独名義では11作目、その他の名義も含めると通算12作目の配信限定シングル、シングルとしては6日ぶりに発売された。
2022年5月15日に沖縄本土復帰50年を迎えるに当たり、平和と文化継承の存続の願いを込めて製作された楽曲。公式サイトには、『沖縄本土復帰50周年を迎える今年。世界平和を願い　きいやま商店が魂を込めて叫ぶ　撃壌（大地を踏んで拍子をとり、歌をうたうこと）の歌。』と記載されている。
「シュラヨイ」は八重山民謡における囃子詞である。
ジャケット画像は、写真家の大森一也から提供された、石垣島の「豊年祭」の画像である。また、曲中には豊年祭にまつわる音や掛け声が収録されている。
沖縄返還50周年に向けて、3人のみで製作された楽曲。「シンプル・イズ・ベスト。カッコよく、乗れるサウンド、しかも聞きやすい」ことを目指し、3人でかなり拘って製作したそうである。50周年の意味を込めて、バラードのような壮大な曲を想定して製作しようと思ったが全然製作が進まなかった為、「きいやまらしく、お祝い的な明るい楽曲にしよう」と方向性を変えたら、すぐに完成したそうである。しかしアレンジは大変だったらしく、本曲はコンピューターの打ち込みで製作されたが、ドラムの低音（バスドラ）の音も何百種類も聞き、採用される音が見つかるまで1週間かけたそうである。またソロパート部分の歌詞は、メンバーそれぞれが製作している。

## 収録曲
作詞、作曲、編曲：きいやま商店
1. シュラヨイ

## 収録アルバム
きいやま商店 ザ・ベスト 〜この歌届け〜